# Coelosuchus
Coelosuchus — вимерлий рід гоніофолідід мезоевкрокодилових. Скам'янілості були знайдені в сланцях Гранерос групи Бентон у штаті Вайомінг і належать до сеноманського віку. Його довжина була трохи більше 1 метра.